# Sinduït

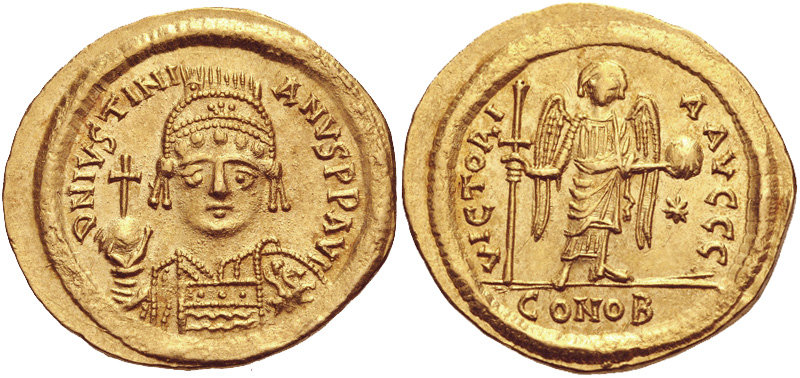
Sòlid de Justinià I (r. 527–565)

Sinduït (en grec: Συνδυίτ) va ser un oficial romà d'Orient d'origen germànic del segle VI, actiu durant el regnat de l'emperador Justinià I (r. 527–565). Va estar actiu a la prefectura del pretori d'Àfrica com un comandant subordinat al mestre dels soldats Joan Troglita. És incert quin càrrec va exercir a la província. Tal vegada ocupés algun comandament classificat entre els mestres dels soldats i els tribuns, com suggereixen pels autors Prosopografia de l'Imperi Romà Tardio. Apareix per primera vegada a la Batalla de Marta de l'estiu del 547, quan va comandar el flanc esquerre amb Geiseric i Putzintul. A la subsegüent Batalla dels Camps de Cató de l'estiu del 548, es va mantenir proper al cap amazic aliat Ifisdeas i Fronimit.